# Crystal (Maine)
Crystal ist eine Town im Aroostook County des Bundesstaates Maine in den Vereinigten Staaten. Im Jahr 2020 lebten dort 248 Einwohner in 148 Haushalten auf einer Fläche von 104,7 km².

## Geographie
Nach dem United States Census Bureau hat Crystal eine Gesamtfläche von 104,71 km², von der 104.,64 km² Land sind und 0,08 km² aus Gewässern bestehen.

### Geographische Lage
Crystal liegt am Crystal Stream, einem Abfluss des Crystal Lake, im südwestlichen Teil des Aroostook Countys und grenzt an das Penobscot County an. Der Crystal Stream wird von weiteren kleineren Flüssen, die das Gebiet durchziehen, entwässert. Die Oberfläche der Town ist sehr eben, es gibt keine nennenswerten Erhebungen. Der Südwesten wird durch den Thousand Acre Bog, auch als Caribou Bog bekannt, geprägt. Dieses Sumpfgebiet wird im Maine Natural Areas Program als von besonderer ökologischer Bedeutung angesehen.

### Nachbargemeinden
Alle Entfernungen sind als Luftlinien zwischen den offiziellen Koordinaten der Orte aus der Volkszählung 2010 angegeben.
- Norden: Hersey, 3,7 km
- Osten: Island Falls, 17,5 km
- Süden: Sherman, 4,0 km
- Westen: Patten, Penobscot County, 14,8 km

### Stadtgliederung
Es gibt in Crystal drei Siedlungsgebiete: Belvedere (ehemalige Eisenbahnstation), Crystal und Crystal Pit (ehemalige Eisenbahnstation).

### Klima
Die mittlere Durchschnittstemperatur in Crystal liegt zwischen −11,7 °C (11° Fahrenheit) im Januar und 18,3 °C (65° Fahrenheit) im Juli. Damit ist der Ort gegenüber dem langjährigen Mittel der USA um etwa 10 Grad kühler. Die Schneefälle zwischen Oktober und Mai liegen mit über fünfeinhalb Metern knapp doppelt so hoch wie die mittlere Schneehöhe in den USA, die tägliche Sonnenscheindauer liegt am unteren Rand des Wertespektrums der USA.

## Geschichte
Als erster Siedler gilt 1839 William Young, zu der Zeit war das Gebiet bekannt als Township No. 4 Range 4. Crystal wurde im am 21. Februar 1878 offiziell als Plantation gegründet. Die Anerkennung als Town erfolgte am 21. März 1901. Die Bevölkerung lag bereits 1880 bei 275 Personen, es gab im weiteren Verlauf keine großen Veränderungen. Die durchschnittliche Bevölkerungszahl zwischen 1970 und 2010 betrug 297 Personen.

### Einwohnerentwicklung
| Volkszählungsergebnisse – Town of Crystal, Maine | Volkszählungsergebnisse – Town of Crystal, Maine | Volkszählungsergebnisse – Town of Crystal, Maine | Volkszählungsergebnisse – Town of Crystal, Maine | Volkszählungsergebnisse – Town of Crystal, Maine | Volkszählungsergebnisse – Town of Crystal, Maine | Volkszählungsergebnisse – Town of Crystal, Maine | Volkszählungsergebnisse – Town of Crystal, Maine | Volkszählungsergebnisse – Town of Crystal, Maine | Volkszählungsergebnisse – Town of Crystal, Maine | Volkszählungsergebnisse – Town of Crystal, Maine |
| Jahr                                             | 1800                                             | 1810                                             | 1820                                             | 1830                                             | 1840                                             | 1850                                             | 1860                                             | 1870                                             | 1880                                             | 1890                                             |
| ------------------------------------------------ | ------------------------------------------------ | ------------------------------------------------ | ------------------------------------------------ | ------------------------------------------------ | ------------------------------------------------ | ------------------------------------------------ | ------------------------------------------------ | ------------------------------------------------ | ------------------------------------------------ | ------------------------------------------------ |
| Einwohner                                        |                                                  |                                                  |                                                  |                                                  |                                                  |                                                  |                                                  | 250                                              | 275                                              | 297                                              |
| Jahr                                             | 1900                                             | 1910                                             | 1920                                             | 1930                                             | 1940                                             | 1950                                             | 1960                                             | 1970                                             | 1980                                             | 1990                                             |
| Einwohner                                        | 370                                              | 502                                              | 508                                              | 403                                              | 346                                              | 373                                              | 285                                              | 281                                              | 349                                              | 303                                              |
| Jahr                                             | 2000                                             | 2010                                             | 2020                                             | 2030                                             | 2040                                             | 2050                                             | 2060                                             | 2070                                             | 2080                                             | 2090                                             |
| Einwohner                                        | 285                                              | 269                                              | 248                                              |                                                  |                                                  |                                                  |                                                  |                                                  |                                                  |                                                  |

## Wirtschaft und Infrastruktur

### Verkehr
Durch die südöstliche Ecke der Town verlaufen die Interstate 95 und der U.S. Highway 22. Durch diese Schnellstraßen besitzt Crystal eine gute Verkehrsanbindung Richtung Kanada im Norden und Bangor und Portland im Süden. Die Bahnstrecke Brownville–Saint-Leonard führt durch Crystal mit einer Haltestelle.

### Öffentliche Einrichtungen
Crystal besitzt keine eigene Bücherei. Die nächstgelegene ist die Sherman Public Library in Sherman.
Es gibt kein Krankenhaus oder Medizinische Einrichtung in Crystal. Das nächstgelegene Krankenhaus für Crystal und die Region befindet sich in Patten.

### Bildung
Crystal gehört mit Dyer Brook, Hersey, Island Falls, Merrill, Moro Plantation, Mt. Chase, Oakfield, Patten, Sherman, Smyrna und Stacyville zur Regional School Unit 50.
Folgende Schulen stehen den Schülerinnen und Schülern zur Verfügung:
- Katahdin Elementary School (PK-6) in Stacyville
- Katahdin Middle / High School (7-12) in Stacyville
- Southern Aroostook Community Schools (PK-12) in Dyer Brook